# Geschiedenis in strip
Geschiedenis in strip is een stripverhaal uit de reeks van Suske en Wiske. 
Het is speciaal gemaakt ter gelegenheid van het 50-jarig jubileum van de reeks. Het verscheen voor het eerst in het Familiestripboek van mei 1995. Het is niet uitgebracht in de reguliere Vierkleurenreeks. Het verhaal werd opgenomen in de reeks 'Suske en Wiske Collectie' van Lekturama als 50 jaar avontuur'.

## Locaties
- het huis en de tuin van tante Sidonia

## Personages
- Suske, Wiske met Schanulleke, tante Sidonia, Lambik, Jerom, professor Barabas, Krimson

## Het verhaal
Tante Sidonia wil dat Wiske haar Suske en Wiske albums opruimt en Suske gaat met Wiske mee naar de zolder, waar hij een kist vol avonturen aantreft. Wiske herinnert zich haar eerste avontuur in Chocowakije met haar broer Rikki. Tante Sidonia komt ook op zolder en ze halen herinneringen op aan de ontmoeting met Suske van de clan der Mageren op het eiland Amoras en Jef Blaaskop, leider van de Vetten. Wiske weet nog dat ze erg schrok toen ze Sus Antigoon, de overoverovergrootvader van Suske, ontmoette. Wiske werd koningin van Amoras en in de stalen bloempot werd Suske koning. Wiske zegt dan dat ze een paar keer flink jaloers is geweest als Suske met andere meisjes omging, zoals in de junglebloem en het kristallen kasteel. Suske herinnert zich dan dat Wiske hem ook eens jaloers wilde maken door om te gaan met Knudde in de bonkige baarden.
Suske weet nog hoe Schanulleke tot leven kwam in Bibbergoud en het vliegende bed. Ook weet hij nog dat het popje de enige was die Jerom in toom kon houden in de dolle musketiers. Jerom komt dan ook op de zolder en de vrienden halen herinneringen op aan zijn kracht, zoals in het Aruba-dossier, het sprekende testament en de brullende berg. Jerom heeft genoten van zijn avontuur met Kemal in Istanboel in Jeromba de Griek. Ook Lambik wil zijn heldendaden ook wel opnieuw beleven, maar vraagt zich af waarom de vrienden op zolder zijn en niet buiten in de tuin. De vrienden gaan naar de tuin, want het is heerlijk weer.
Lambik vraagt Jerom of hij opschept over zijn kracht en herinnert hem aan zijn tuid als clochard in Parijs (de slimme slapjanus). Lambik zegt dan dat hij de vrienden vaak gered heeft met behulp van zijn hersenen, zoals in de witte uil en Lambik Baba. Lambik vertelt dan over zijn schermkunst in de Tartaarse helm, maar dan herinnert Jerom hem eraan dat hij ook weleens alleen aan zichzelf heeft gedacht, zoals in de bezeten bezitter en de gramme huurling. Wiske komt tussen beide en vertelt dat Lambik en Jerom ook samen het onrecht hebben bestreden, zoals in de straatridder.
Lambik en Jerom herinneren zich de avonturen de boze boomzalver, de sputterende spuiter, de spokenjagers, het kristallen kasteel en de Texasrakkers. De vrienden vinden dat ze toch solidair waren, maar Wiske herinnert zich Tedere Tronica en tante Sidonia wordt woedend op Lambik. Suske herinnert tante Sidonia aan haar eigen rol in de briesende bruid en Tazuur en Tazijn. Lambik moet lachen als hij zich herinnert dat er een Yeti (de klinkende klokken) en een aap (het onbekende eiland) verliefd werden op tante Sidonia en krijgt een schoen tegen zijn hoofd gesmeten. Tante Sidonia wordt nerveus en Jerom herinnert zich haar zenuwaanvallen in het hondenparadijs, de snikkende sirene en de apekermis.
Krimson sluipt door de tuin van tante Sidonia en weet nog dat hij de hoofdrol speelde in het rijmende paard en de begeerde berg. Hij wil eens en voor altijd afrekenen met de vrienden. Net voordat Krimson een bom wil gooien, verschijnt de terranef en Krimson schrikt hier erg van. Krimson raakt zelf gewond door de bom en vlucht weg. Professor Barabas komt uit de nieuwe, nog snellere, terranef en tante Sidonia vindt dat de professor maar gekke uitvindingen maakt. Wiske herinnert haar er aan hoe ze met de terranef in Schotland terechtkwamen in de knokkersburcht. Suske vraagt of Wiske nog weet welke andere vervoersmiddelen ze gebruikt hebben. De vrienden vlogen met een vliegtuig van de KLM in het Aruba-dossier. In de speelgoedzaaier gebruikten ze vliegende schotels.
In de de sissende sampan reisden ze met een sampan en in de scherpe schorpioen met de gyronef. In de stervende ster gebruikten ze de Barutras II, een ruimtependel, en in de wilde weldoener vliegt Lambik met helikoptervleugels. Suske en Wiske vliegen op een bed in het vliegende bed. Ze gebruiken Vitamitje in de sprietatoom en rijden met de droomexpress in het sprekende testament. De vrienden bezochten ook vele landen, waaronder de Seychellen (de komieke Coco), India (de wilde weldoener), IJsland (de edele elfen), Engeland (de krachtige krans), Tanzania (de rinoramp), Nepal (de parel in de lotusbloem) en Indonesië (Tokapua Toraja).
Professor Barabas herinnert zich reizen die de grenzen van de tijd en ruimte overbrugden met behulp van de teletijdmachine. In Wattman reist Tram Zeven naar een ander tijdvak. De teletijdmachine werd veel vaker gebruikt, zoals in Lambik Baba, de kleine postruiter, de raap van Rubens en angst op de "Amsterdam". Suske vraagt Wiske wat zij het mooiste moment vond en Wiske herinnert zich dat ze de parel in de lotusbloem was, zo gelukkig heeft ze zich nog nooit gevoeld. De vrienden zijn blij dat ze bijeen zijn en willen nog wel vijftig jaar vrienden blijven.